# Андрате
Андрате (итал. Andrate) је насеље у Италији у округу Торино, региону Пијемонт.
Према процени из 2011. у насељу је живело 388 становника. Насеље се налази на надморској висини од 788 м.

## Становништво
Према резултатима пописа становништва 2011. у општини је живело 512 становника.
| 1931. | 1936. | 1951. | 1961. | 1971. | 1981. | 1991. | 2001. | 2011. |
| ----- | ----- | ----- | ----- | ----- | ----- | ----- | ----- | ----- |
| 1.043 | 751   | 618   | 555   | 538   | 488   | 469   | 476   | 512   |